# 電撃Dreamcast
『電撃Dreamcast』（でんげきドリームキャスト）は、メディアワークス（現アスキー・メディアワークス）が2000年まで刊行していたセガ系ゲーム雑誌。
本項では改名前についてと、間接的な前身誌の『電撃メガドライブ』についても記述する。

## 電撃メガドライブ
1993年1月、角川書店からスタッフが一斉に離脱してメディアワークスを設立したのに伴い、『電撃PCエンジン』（その後の『電撃G's magazine』→現在の『LoveLive!Days』）増刊として発刊した（隔月刊）。
連載漫画『ロムPちゃん』（乃美やすはる）が人気だったが、6号で休刊。競合誌『マル勝メガドライブ』（マル勝PCエンジン増刊。1994年3月廃刊）よりも短命に終わり、メディアワークスが再びセガハード専門誌に参入するには2年半を要した。

## 電撃SEGA・EX
1996年7月創刊（ほぼ同時期に毎日コミュニケーションズより『GREAT SATURN Z』が創刊している）。通巻12号。刊行ペースは月刊。セガサターンだけでなくアーケードゲームの情報も取り扱う意向があり、この雑誌名になったが、1年後には誌名を変更する。『ウラワザえもんS』が一部で支持を得る。

## 電撃SEGA SATURN
1997年7月に雑誌名変更。通巻31号。発売ペースは『電撃PlayStation』と同じ隔週にペースアップする。月刊時末期の『下級生』 (elf) 表紙号からの好調を維持し、発行部数、実売部数ともに月刊時を大幅に上回り、『SEGA SATURN MAGAZINE』（ソフトバンクパブリッシング）に続いてセガ専門誌2位の位置につく。

## 電撃Dreamcast
1998年11月、ドリームキャスト発売に合わせて雑誌名変更。しかし、ハードの低迷に加えて後期はDCの主力タイトルであるギャルゲー（主にNECインターチャネルによる、PCからの移植タイトル）情報が姉妹誌『電撃G'sマガジン』との競合を避ける必要上から積極的に掲載されず自縄自縛気味になり、部数低迷がさらに深刻化。
2000年末でDC専門誌としては3番目の休刊。通巻45号。